# Иголкин, Александр Алексеевич
Алекса́ндр Алексе́евич Иго́лкин (5 февраля 1951 или 1951, Юрино, Марийская АССР — 30 июля 2008) — российский историк, специалист по экономической истории России.
Кандидат экономических наук, доктор исторических наук (2000), профессор, ведущий научный сотрудник Института российской истории РАН.

## Биография
Родился в семье служащих в деревне Юрино Марийской АССР.
Окончил Московский институт народного хозяйства им. Г. В. Плеханова, где учился в 1968—1973 гг., по специальности экономическая кибернетика; и затем — в 1976 году аспирантуру этого же института, защитив диссертацию «Новые тенденции в международном капиталистическом разделении труда и их отражение в современных буржуазных теориях», получил степень кандидата экономических наук.
В 1970—1980-х работал преподавателем в различных институтах страны.
1973—1976: ассистент, старший преподаватель Удмуртского государственного университета (Ижевск).
1981—1987: старший преподаватель, а затем доцент Гомельского кооперативного института.
1987—1988: доцент Тульского кооперативного института.
1988—1989: научный сотрудник Института Европы РАН.
В 1989—1995 годах заведовал сектором Государственной академии управления им. С. Орджоникидзе.
В середине 1990-х годов сменил область научных интересов, превратившись из экономиста в специалиста по экономической истории. В 1995 году поступил в докторантуру Института российской истории РАН. В январе 1999 г. получил должность старшего научного сотрудника.
В 2000 году защитил докторскую диссертацию на тему «Нефтяная промышленность России—СССР в 1917—1928 гг.».
С 2002 года — ведущий научный сотрудник института.
Помимо этого, с 1997 года работал в РГГУ, где читал курсы отечественной и экономической истории, а также спецкурс по нефтяной геополитике. Также был членом редколлегии «Экономического журнала», издаваемого университетом.
Научные интересы были сосредоточены в области истории энергетической и нефтяной промышленности России и СССР в первой половине XX века.
Член-корреспондент РАЕН (отделение нефти и газа).
В 2007 г. А. А. Иголкин был удостоен серебряной медали В. И. Вернадского Российской академии естественных наук за вклад в изучение истории нефтяной промышленности.
Учёный скоропостижно скончался 30 июля 2008 года.

## Научная деятельность
А. А. Иголкин стал одним из зачинателей нового научного направления — истории нефтяной политики России, посвятив этой теме свыше 150 работ, не только научных, но и публицистических. Он регулярно публиковался в журналах «Отечественная история», «Новый исторический вестник», «Экономический журнал», а также «Родина», «Россия XXI» и других.
Иголкин показал решающую роль советского государства в разработке нефтяных богатств страны, проанализировав политику правительства дореволюционной России, которое не смогло адекватно ответить на вызовы времени, надеясь на то, что сможет закупать требуемое для экономики топливо о нефтепромышленников и не ассигнуя даже ничтожных средств на разработку месторождений.
Одним из самых популярных исследований Иголкина является так называемая «Паровозная афера», в ходе которой большевики могли вывезти за границу четверть доставшегося им золотого запаса Российской империи, 200 млн золотых рублей, под предлогом закупки паровозов в Германии и Швеции.

### Публикации
- Иголкин А. А., Мотылёв В. В. Международное разделение труда: модели, тенденции, прогнозы. — М. : Международные отношения, 1988. — 182,[1] с. : ил. — ISBN 5-7133-0092-7
- «Отечественная нефтяная промышленность в 1917—1920 годах» (М., 1999).
- «Советская нефтяная промышленность в 1921—1928 годах» (М., 1999).
- Гонка за лидером // «Нефть России» № 11, ноябрь 2003.
- «Русская нефть, о которой мы так мало знаем» (М., 2003. В соавторстве).
- «Ленинский нарком» (У истоков советской коррупции) // Новый исторический вестник. — 2004. — № 1 (10).
- Национальная политика в основных районах нефтедобычи — Бакинском и Грозненском // «Нефть России» № 1, январь 2005.
- «Нефтяная политика СССР в 1928-1940-м годах» (М., 2005).
- Судьба «младших братьев» бензина // «Нефть России» № 8, август 2007.
- Политика цвета нефти // «Нефть России» № 12, декабрь 2007.
- Фундамент нефтяной сверхдержавы // «Нефть России» № 2, февраль 2008.
- «Советская нефтяная политика в 1940-м — 1950-м годах» (М., 2009).